# Uig (Lewis)
Uig ist der Name einer Bucht an der Nordwestküste der Insel Lewis and Harris, der größten Insel der Äußeren Hebriden. Sie ist an der Mündung zum offenen Atlantik 940 Meter breit und erstreckt sich über 3,4 km landeinwärts. Der Name leitet sich vom nordischen Vik her, was „Bucht“ bedeutet. Bhaltos ist das größte Dorf in Uig und hat etwa 35 Einwohner. Daneben gibt es noch kleinere Dörfer.
Im Jahre 1831 entdeckte dort ein Schäfer eine größere Anzahl
vergrabener Schachfiguren, die heute als die Lewis-Schachfiguren
im Britischen Museum in London und im Schottischen Nationalmuseum in
Edinburgh besichtigt werden können. Die Figuren sind meist
aus Walrosselfenbein geschnitzt und stammen vermutlich aus
Norwegen (1150 bis 1200 n. Chr.).
Uig soll auch der Geburtsort von Brahan Seer sein, der im 16. Jahrhundert als „gälischer Nostradamus“ bekannt wurde.